# Trigonometopus japonicus
Trigonometopus japonicus är en tvåvingeart som beskrevs av Mitsuhiro Sasakawa 2002. Trigonometopus japonicus ingår i släktet Trigonometopus och familjen lövflugor. Inga underarter finns listade i Catalogue of Life.